# Deltametrina
Deltametrina é um inseticida piretroide, vendido no Brasil com o nome comercial Escabin.

## Usos
Produtos com deltametrina estão entre os inseticidas mais populares e mais largamente usados ao redor do mundo. Esse pesticida é membro do grupo de piretroides sintéticos e é altamente tóxico para a vida aquática, especialmente para os peixes. Apesar de geralmente ser considerado seguro em humanos, é neurotóxico, sendo capaz de passar através da pele para a corrente sanguínea, chegando ao leite materno. É um alérgeno e causa asma em algumas pessoas.
Há inúmeros usos para a deltametrina, desde a agricultura até o controle de insetos em residências. Tem sido um aliado em conter a disseminação de doenças causadas por picadas de carrapatos.[carece de fontes?]

## Produção
A deltametrina é um piretroide composto por apenas um estereoisômero, dentre 8 possíveis, preparado seletivamente pela esterificação do ácido (1R,3R)- ou cis-2,2-dimetil-3-(2,2-dibromovinil)ciclopropanocarboxílico com álcool (alfa,S)- ou (+)-alfa-ciano-3-fenoxibenzílico.

## Envenenamento

### Em humanos
Por ser uma neurotoxina, a deltametrina ataca temporariamente o sistema nervoso dos animais com que entra em contato. Na pele, pode causar formigamento e vermelhidão no local de contato. Nos olhos e na boca, é comum a parestesia. Não há relatos que mostrem que a intoxicação crônica por piretroides cause danos nos neurônios motores, embora saiba-se que a superexposição esteja ligada de dormência e tremores a convulsão e comprometimento da memória.